# ジャクソン・ハイツ
ジャクソン・ハイツ（Jackson Heights）は、元ザ・ナイスのベーシスト兼ヴォーカリストのリー・ジャクソンによって1970年に結成されたイングランドのロック・グループである。

## 略歴
1970年4月、キーボード・トリオのザ・ナイスは解散して、キース・エマーソン（キーボード）は「エマーソン・レイク・アンド・パーマー」、ブライアン・デヴィソン（ドラムス）は「エブリ・ウィッチ・ウェイ」、リー・ジャクソン（ベース・ギター、ヴォーカル）は「ジャクソン・ハイツ」を結成した。
ジャクソン・ハイツの結成に際して、ジャクソンはザ・ナイスとは根本的に異なるアコースティック・ギター中心の音楽を企図して、ベーシストを採用して自分はアコースティック・ギターを担当することに決めていた。彼はリード・ギタリストにチャーリー・ハーコート、ベーシストにマリオ・エンリケ・コヴァルビアス・タピア、ドラマーにトミー・スローンを採用して、1970年9月にファースト・アルバム『キング・プログレス』をカリスマ・レーベルから発表した。このアルバムには'Doubting Thomas'や'Insomnia'などの新曲のほかに、ザ・ナイスの「ユージンの叫び」のカバーが含まれている。ジャクソンはアコースティック・ギターを担当し、歌を中心に据えた音楽を生み出した。
ジャクソン・ハイツはファースト・アルバムのリリース後、ライブ活動を行ったが、ジャクソンは翌1971年の初めにはアコースティック・ギター中心の音楽に対して限界を感じ、経済的な理由もあって解散を決心した。そして新たにピアニストのブライアン・チャットンとギタリストのジョン・マクバーニーを迎え、チャットンを中心にしたトリオを結成して自分は主にベース・ギターとアコースティック・ギターを担当した。新しいジャクソン・ハイツはヴァーティゴと契約して、『フィフス・アヴェニュー・バス』（1972年）、『ラガマフィンズ・フール』（1972年）、『バンプ・ン・グラインド』（1973年）の3作のアルバムを発表した。『ラガマフィンズ・フール』にはチャットンとマクバーニーの提案で、ザ・ナイスの組曲「ファイヴ・ブリッジズ」の第3楽章「コーラル:サード・ブリッジ」の改作が収録された。
1973年、『バンプ・ン・グラインド』の発表後、チャットンとマクバーニーとが相次いで脱退して、ジャクソン・ハイツは活動不能状態に陥った。同年夏、ジャクソンは、メインホースのパトリック・モラーツ（キーボード）と出会った。スイス人であるモラーツは当時、イギリスでの活動に不可欠な労働許可証の発行に問題を抱えていたので、メインホースでの活動がままならなくなっていた。ジャクソンはモラーツをジャクソン・ハイツに勧誘するが、モラーツはデヴィソンを誘って新しいトリオを結成することを提案した。デヴィソンが結成したエブリ・ウィッチ・ウェイはデビュー・アルバムを発表したあと1971年の春に解散したので、彼はモラーツとジャクソンに合流。こうして「レフュジー」が結成され、ジャクソン・ハイツは自然消滅した。

## 参加ミュージシャン

### メンバー
『キング・プログレス』『フィフス・アヴェニュー・バス』『ラガマフィンズ・フール』『バンプ・ン・グラインド』
- リー・ジャクソン (Lee Jackson)  – エレクトリック・ベース・ギター、アコースティック6弦 & 12弦ギター、パーカッション、ハープ、ヴォーカル

『キング・プログレス』
- チャーリー・ハーコート (Charlie Harcourt)  – エレクトリック・ギター、アコースティック・ギター、キーボード、ヴォーカル
- トミー・スローン (Tommy Sloane)  – ドラムス、パーカッション
- マリオ・エンリケ・コヴァルビアス・タピア (Mario Enrique Covarrubias Tapia)  – ベース・ギター、スパニッシュ・ギター、ヴォーカル

『フィフス・アヴェニュー・バス』『ラガマフィンズ・フール』『バンプ・ン・グラインド』
- ブライアン・チャットン (Brian Chatton)  – キーボード、ヴォーカル
- ジョン・マクバーニー (John McBurnie)  – アコースティック6弦 & 12弦ギター、メロトロン、キーボード、パーカッション、ヴォーカル

### ゲスト
『フィフス・アヴェニュー・バス』『ラガマフィンズ・フール』『バンプ・ン・グラインド』
- マイケル・ジャイルズ (Michael Giles)  – ドラムス、パーカッション

『バンプ・ン・グラインド』
- クリス・ローレンス (Chris Laurence)  – ベース
- ビリー・ベル (Bill Bell)  – バンジョー
- イアン・ウォーレス (Ian Wallace)  – ドラムス、パーカッション
- イアン・ペイス (Ian Paice)  – ドラムス
- キース・エマーソン (Keith Emerson)  – ムーグ・プログラミング
- イアン・グリーン (Ian Green) : オーケストラ指揮
- ジョニー・ヴァン・デリック (Johnny Van Derrick) : ヴァイオリン・ソロイスト
- アラン・トラヴァーズ (Alan Travers)、アンディ・ベイビンチャック (Andy Babynchuk)、ケイシー・ウェイ (Cathy Wei)、クレア・ファーマー (Clare Farmer)、デイヴィッド・ウッドコック (David Woodcock)、エディ・ロバーツ (Eddy Roberts)、リズ・エドワーズ (Liz Edwards)、ギャヴィン・ライト (Gavyn Wright)、ゴドフリー・サーモン (Godfrey Salmon)、ジェフ・グレイ (Jeff Grey)、ルイーズ・ジョップリング (Louise Jopling)、ポール・ピアース (Paul Pearce) : ヴァイオリン
- ブライアン・ホーキンス (Brian Hawkins)、ブライアン・マック (Brian Mack)、ドン・マクヴェイ (Don McVay)、ジャン・シュラップ (Jan Schlapp) : ヴィオラ
- ヘレン・リーブマン (Helen Liebmann)、リンドン・クラナム (Lynden Cranham)、マーティン・ロビンソン (Martin Robinson)、マイク・ハーウィッツ (Mike Hurwitz) : チェロ

## ディスコグラフィ

### アルバム
- 『キング・プログレス』 – King Progress (1970年、カリスマ・レコード)
- 『フィフス・アヴェニュー・バス』 – The Fifth Avenue Bus (1972年、ヴァーティゴ)[5]
- 『ラガマフィンズ・フール』 – Ragamuffins Fool (1972年、ヴァーティゴ)[6] ※旧邦題『ジャクソン・ハイツ・II』
- 『バンプ・ン・グラインド』 – Bump n' Grind (1973年、ヴァーティゴ)[7]

### コンピレーション・アルバム
- Pop Made In England (Pop 1) (1973年、モーターズ・レコード)[8] ※キャラヴァンとの2グループ混合コンピレーション盤
- Attention! Jackson Heights (1976年、フォンタナ・レコード)

### シングル
- Doubting Thomas / Insomnia (1970年、カリスマ・レコード)[9]
- King Progress / Mister Screw (1970年、モーターズ・レコード)[10]
- Maureen / Ragamuffins Fool (1972年、ヴァーティゴ)[11]
- Maureen / Long Time Dying (1972年、ヴァーティゴ)[12]
- Spaghetti Sunshine / Public Romance (1973年、ヴァーティゴ)[13]